# 1993-as magyar vívóbajnokság
Az 1993-as magyar vívóbajnokság a nyolcvannyolcadik magyar bajnokság volt. A férfi tőrbajnokságot december 17-én rendezték meg, a férfi párbajtőrbajnokságot december 18-án, a kardbajnokságot december 19-én, a női tőrbajnokságot december 17-én, a női párbajtőrbajnokságot pedig december 18-án, mindet Budapesten, a Nemzeti Sportcsarnokban.

## Eredmények
| Versenyszám          | Arany                  | Arany | Ezüst                        | Ezüst | Bronz                                                        | Bronz |
| -------------------- | ---------------------- | ----- | ---------------------------- | ----- | ------------------------------------------------------------ | ----- |
| Férfi tőrvívás       | Érsek Zsolt BVSC       |       | Vécsey Zoltán BVSC           |       | Kun Csaba Vasas SCKiss Róbert Vasas SC                       |       |
| Férfi párbajtőrvívás | Kovács Iván MTK        |       | Kulcsár Krisztián Bp. Honvéd |       | Szőke Attila BVSCGömöri Zsolt OSC                            |       |
| Férfi kardvívás      | Köves Csaba Újpesti TE |       | Boros György Bp. Honvéd      |       | Szabó Bence Újpesti TEdr. Abay Péter Újpesti TE              |       |
| Női tőrvívás         | Mincza Ildikó MTK      |       | Lantos Gabriella Bp. Honvéd  |       | Jánosi Zsuzsa Bp. HonvédMadarász Magdolna Újpesti TE         |       |
| Női párbajtőrvívás   | Nagy Tímea Bp. Honvéd  |       | Várkonyi Marina MTK          |       | Szalay Gyöngyi Tapolcai Bauxit ISEHorváth Mariann Bp. Honvéd |       |